# Citrusdal
Citrusdal is een dorp in de regio West-Kaap in Zuid-Afrika, 170 kilometer ten noorden van Kaapstad. De plaats telde 5.060 inwoners in 2001, 7177 in 2011. De plaats is gelegen aan de Olifantsrivier, vlak bij de Cederberg.
De plaats heeft een sierlijke Nederduits Gereformeerde Kerk uit 1941. De kerk heeft 1200 zitplaatsen.

## Subplaatsen
Het nationaal instituut voor de statistiek, Stats SA, deelt sinds de census 2011 deze hoofdplaats in in 2 zogenaamde subplaatsen (sub place):

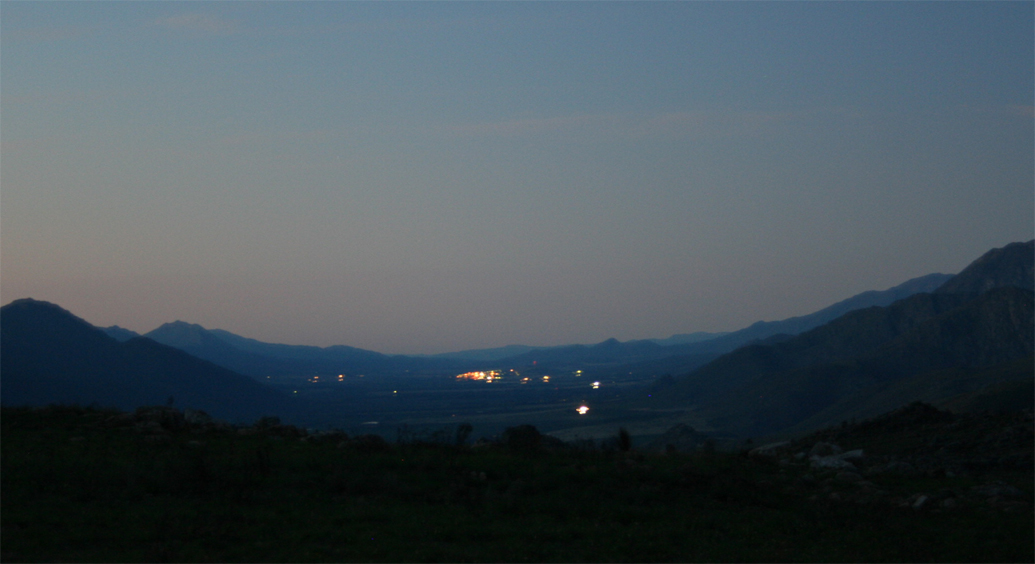
Citrusdal vanaf de Cederberg

Citrusdal SP • Oranjeville.